# آن هاتشينسون غيست
آن هاتشينسون غيست (بالإنجليزية: Ann Hutchinson Guest)‏ هي راقصة أمريكية، (ولدت في نيويورك في الولايات المتحدة 1918 – 2022 م).